# Enrique Gorostieta

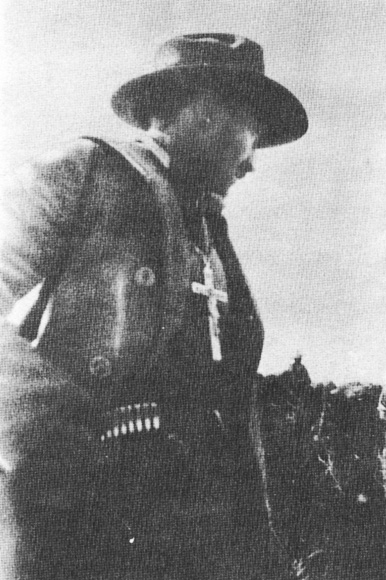
Enrique Gorostieta

Enrique Gorostieta Velarde (Monterrey, 1889 - Atotonilco el Alto, 2 juni 1929) was een Mexicaans militair. Hij was een van de leiders van de Cristero-opstand.
Gorostieta volgde een militaire opleiding aan het Heldhaftig Militair College van Chapultepec en diende in het Porfiriaanse leger. Tijdens de Mexicaanse Revolutie vocht hij in het Federale Leger van de contrarevolutionaire dictator Victoriano Huerta, als diens jongste generaal. Na de val van Huerta zette hij de strijd voort aan de zijde van Juan Andrew Almazán.
Na de revolutie, in 1926 sloot hij zich aan bij de cristero's, de katholieke rebellen die tegen het regeringsleger van de antiklerikale president Plutarco Elías Calles vochten. Desalniettemin stond Gorostieta niet bekend als vroom katholiek; wanneer zijn soldaten in een kerk aan het bidden waren bleef Gorostieta liever buiten wachten terwijl hij een sigaar rookte. Gorostieta was verder een vrijmetselaar en maakte af en toe het geloof van zijn manschappen zelfs belachelijk. Desalniettemin werd hij door de cristero's getolereerd, daar hij een van hun meest capabele aanvoerders was en kreeg hij de bijnaam 'de onverslaanbare'.
Gorostieta kwam in 1929 om het leven tijdens een slag tegen regeringstroepen in de staat Jalisco.